# Bonconte da Montefeltro

Stemma della famiglia Da Montefeltro

Bonconte da Montefeltro (Urbino, 1250? – Piana di Campaldino, 11 giugno 1289) è stato un generale italiano di parte ghibellina.

## Biografia
Quarto figlio di Guido da Montefeltro, apparteneva alla casata dei Signori di Urbino.
Legato militarmente ad Arezzo, nel 1287 Bonconte partecipò alla guerra civile che si concluse con la cacciata dei guelfi dalla città. Nel 1288 partecipò alle Giostre del Toppo, la battaglia in cui gli Aretini sconfissero i Senesi presso Pieve al Toppo.
La sua fama, tuttavia, è legata alla battaglia di Campaldino del 1289, in cui, conducendo la cavalleria ghibellina probabilmente vi perse la vita. Il suo corpo non fu mai rinvenuto e questa circostanza ispirò Dante, che a Campaldino combatté nello schieramento opposto, il poeta fiorentino ricostruì la vicenda nel canto quinto del Purgatorio, ipotizzando il modo in cui il cavaliere trovò la morte.

## Nella Divina Commedia
Bonconte, infatti compare nel canto V del Purgatorio: Dante gli attribuisce un pentimento in extremis e proprio a questo è dovuto il mancato ritrovamento del corpo. La scena che il poeta tratteggia è famosissima: un diavolo si sta preparando a portare l'anima di Bonconte all'Inferno, ma l'ultima parola del condottiero "forato ne la gola" è stata un'invocazione a Maria e l'ultimo atto quello di formare una croce con le braccia. Questo basta per giustificarlo agli occhi di Dio. Un angelo accompagna l'anima in Purgatorio e al diavolo non resta che vendicarsi scatenando a sera un furioso temporale (cronisticamente attestato) che trascina il corpo inanimato di Bonconte dalla foce del torrente Archiano in piena fin alle acque tumultuose dell'Arno, sciogliendo il suo segno di croce e disperdendo per sempre tra i detriti ("poi di sua preda mi coverse e cinse") la povera salma.

## Discendenza
Buonconte ebbe in moglie una certa Giovanna, nominata nel Vv.89 del canto V del Purgatorio: Giovanna, o altri, non ha di me cura. La loro figlia Manentissa sposò Guido Salvatico dei conti Guidi, conte di Dovadola.

## Ascendenza
|                                 |   |   | Genitori |  |  | Nonni |  |  | Bisnonni                  |  |  | Trisnonni                      |  |
|                                 |   |   |          |  |  |       |  |  | Bonconte I da Montefeltro |  |  | Montefeltrano I da Montefeltro |  |
|                                 |   |   |          |  |  |       |  |  | Bonconte I da Montefeltro |  |  | Montefeltrano I da Montefeltro |  |
|                                 |   | … |          |  |  |       |  |  | Bonconte I da Montefeltro |  |  |                                |  |
| Montefeltrano II da Montefeltro |   |   |          |  |  |       |  |  | Bonconte I da Montefeltro |  |  |                                |  |
|                                 |   | … | …        |  |  |       |  |  |                           |  |  |                                |  |
|                                 |   | … | …        |  |  |       |  |  |                           |  |  |                                |  |
|                                 |   | … | …        |  |  |       |  |  |                           |  |  |                                |  |
| Guido I da Montefeltro          |   | … |          |  |  |       |  |  |                           |  |  |                                |  |
|                                 |   | … | …        |  |  |       |  |  |                           |  |  |                                |  |
|                                 |   | … | …        |  |  |       |  |  |                           |  |  |                                |  |
|                                 |   | … | …        |  |  |       |  |  |                           |  |  |                                |  |
| …                               |   | … |          |  |  |       |  |  |                           |  |  |                                |  |
|                                 |   | … | …        |  |  |       |  |  |                           |  |  |                                |  |
|                                 |   | … | …        |  |  |       |  |  |                           |  |  |                                |  |
|                                 |   | … | …        |  |  |       |  |  |                           |  |  |                                |  |
| Bonconte da Montefeltro         |   | … |          |  |  |       |  |  |                           |  |  |                                |  |
|                                 | … | … |          |  |  |       |  |  |                           |  |  |                                |  |
|                                 | … | … |          |  |  |       |  |  |                           |  |  |                                |  |
|                                 | … | … |          |  |  |       |  |  |                           |  |  |                                |  |
| Guido di Ghiaggiolo             | … |   |          |  |  |       |  |  |                           |  |  |                                |  |
|                                 |   | … | …        |  |  |       |  |  |                           |  |  |                                |  |
|                                 |   | … | …        |  |  |       |  |  |                           |  |  |                                |  |
|                                 |   | … | …        |  |  |       |  |  |                           |  |  |                                |  |
| Manentessa di Ghiaggiolo        |   | … |          |  |  |       |  |  |                           |  |  |                                |  |
|                                 |   | … | …        |  |  |       |  |  |                           |  |  |                                |  |
|                                 |   | … | …        |  |  |       |  |  |                           |  |  |                                |  |
|                                 |   | … | …        |  |  |       |  |  |                           |  |  |                                |  |
| …                               |   | … |          |  |  |       |  |  |                           |  |  |                                |  |
|                                 |   | … | …        |  |  |       |  |  |                           |  |  |                                |  |
|                                 |   | … | …        |  |  |       |  |  |                           |  |  |                                |  |
|                                 |   | … | …        |  |  |       |  |  |                           |  |  |                                |  |
|                                 |   | … |          |  |  |       |  |  |                           |  |  |                                |  |